# Elassoma

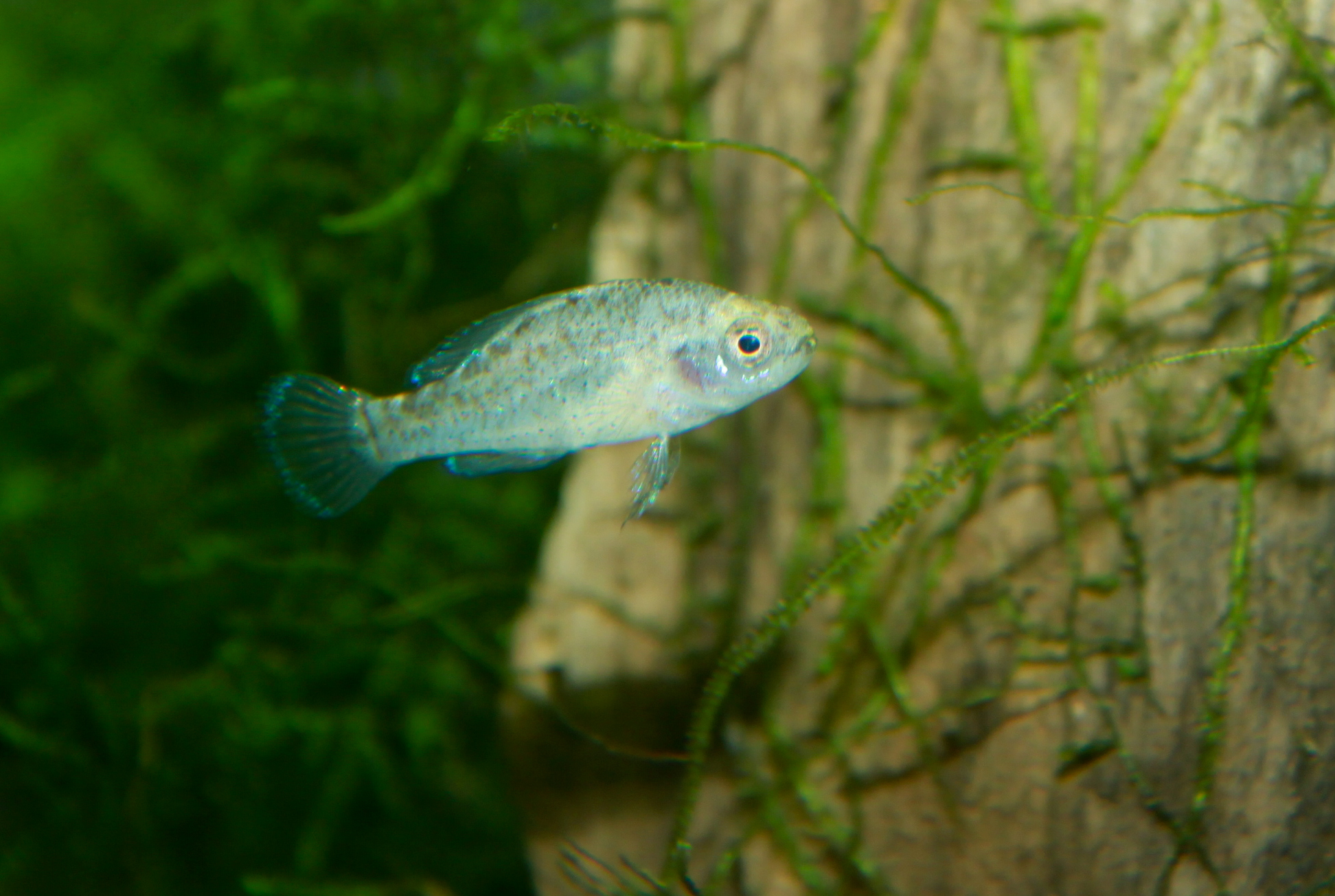
Elassoma evergladei

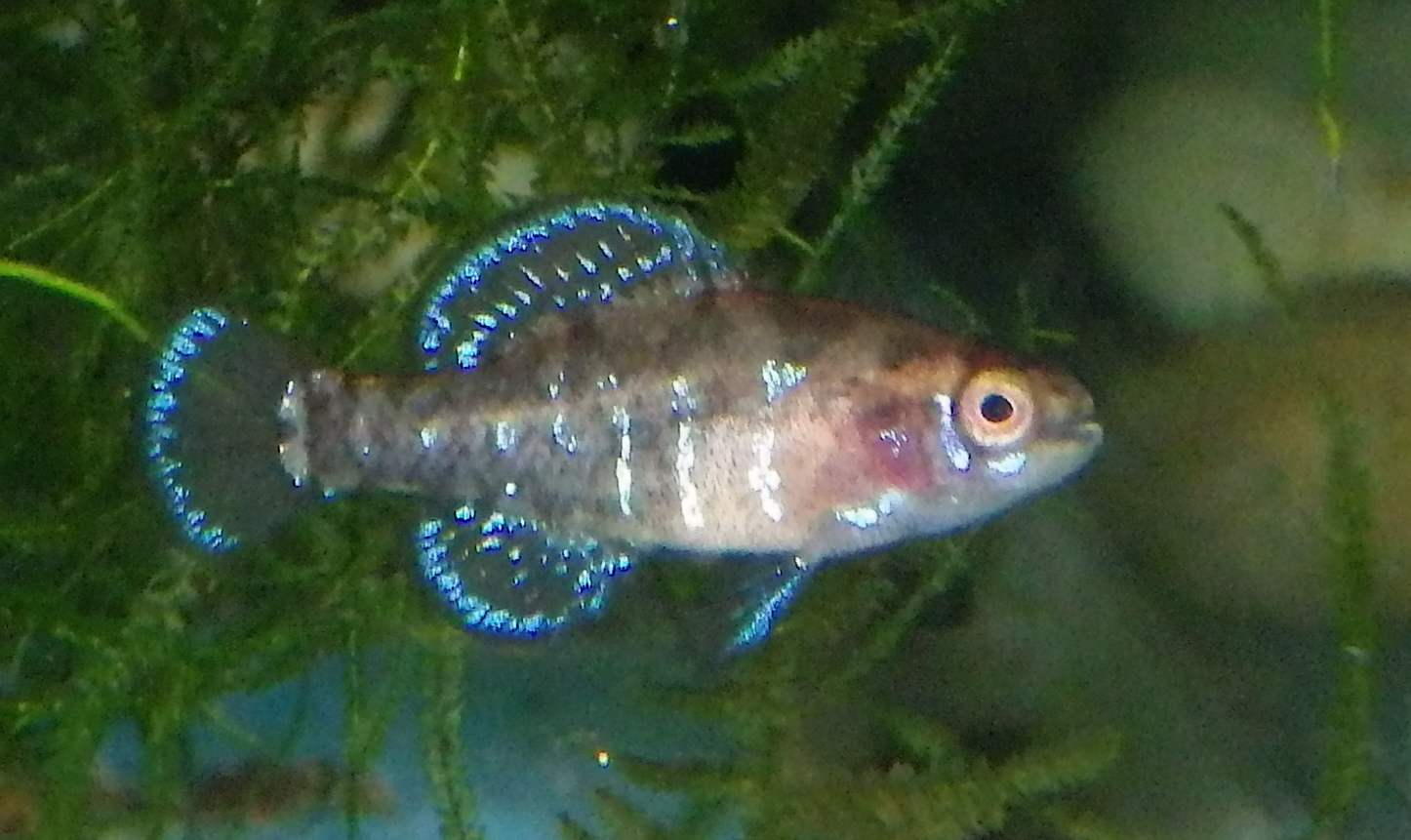
Elassoma okefenokee

Elassoma là một chi cá nước ngọt, là chi duy nhất trong họ Elassomatidae và phân bộ Elassomatoidei. Loài điển hình là E. zonatum. Trong tiếng Anh, chúng được gọi chung là pygmy sunfishes ('cá mặt trời lùn'), dù chúng không phải 'sunfish' thực thụ (các loài trong họ Centrarchidae). Một số học giả cho rằng chúng có quan hệ gần với cá gai (bộ Gasterosteiformes) và cá chìa vôi (bộ Syngnathiformes).
Các loài Elassoma đạt tổng chiều dài tối đa 3 đến 4 cm (1,2 đến 1,6 in). Chúng sống chủ yếu trong đầm lầy, đồng lầy, những vùng nước nông, chảy chậm, nhiều cây cỏ khác tại miền nhiệt đới và cận nhiệt đới, trong một vùng kéo dài từ đồng bằng duyên hải của North Carolina đến trung bộ Florida, rồi về phía tây dọc duyên hải Vịnh tới đông Texas, lên phía bắc đến tận nam Illinois.
Chúng là cá cảnh phổ biến nhờ màu sắc sặc sỡ óng ánh của cá đực. Chúng đẻ trứng trên hoặc trong đám cây cối rậm, cá đực canh phòng cho tới khi trứng nở và cá bột bơi đi. Chúng dễ thích ứng với bể cá và dễ chăm sóc, nhưng cần giun, côn trùng và giáp xác nhỏ làm thức ăn.

## Tên gọi
Tên chi Elassoma bắt nguồn từ tiếng Hy Lạp: ελάσσων (elasson) nghĩa là 'nhỏ hơn, bé hơn' và σώμα (soma) nghĩa là 'cơ thể, thân mình'.

## Loài
Những loài hiện được công nhận là:
- Elassoma alabamae Mayden, 1993
- Elassoma boehlkei Rohde & R. G. Arndt, 1987
- Elassoma evergladei D. S. Jordan, 1884
- Elassoma gilberti Snelson, Krabbenhoft & Quattro, 2009
- Elassoma okatie Rohde & R. G. Arndt, 1987
- Elassoma okefenokee J. E. Böhlke, 1956
- Elassoma zonatum D. S. Jordan, 1877